# Письменности Африки
письменность Африки

## Древний мир
Во II-I тыс. до н. э. на севере Африки появляются еще несколько видов письма:
- протосинайское письмо — около XX—XV вв. до н. э., предположительно консонантное письмо, ставшее предком протоханаанейской, финикийской, угаритской и ряда других письменностей.
- финикийское письмо — с IX в. до н. э. для финикийского языка в колониях вдоль средиземноморского побережья, консонантное; к концу тысячелетия развившееся в новопуническое письмо, использовавшееся до сер. 1 тыс. н. э.;
- эфиопское письмо — с IV в. до н. э. для языка геэз, на основе южносемитского; сначала консонантное, с IV в. н. э. — слоговое; используется до наших дней для нескольких языков Эфиопии;
- ливийское письмо — известно со II в. до н. э., возможно развилось на основе финикийского; возникшее на его основе письмо тифинаг используется и сейчас для берберских языков Марокко, Алжира и Ливии;
- мероитское письмо — с II в. в Мероэ, к югу от Египта, алфавит на основе египетских знаков; для мероитского языка до IV в. н. э.;
- коптское письмо — с III в. для коптского языка, алфавит на основе греческого; используется до наших дней для богослужебных книг. Вариант коптского письма — нубийское письмо — использовалось для религиозных текстов на вымершем ныне древненубийском языке гипотетической нило-сахарской семьи.

## Средние века
В следующем тысячелетии на севере Африки получает широкое распространение арабское письмо (с VII в.), сначала только для арабского, затем и для других языков: берберских (с XII в.), языков Западной и Восточной Африки (т. н. «аджам»). В VIII—XI вв. в Нубии (к югу от Египта) для нубийского языка использовался возникший на основе коптского древненубийский алфавит.

## Новое время
После этого лишь в XIX веке появляются новые попытки создания письма, уже под влиянием арабской и европейской культуры (и часто в противовес последней). Они (были) сосредоточены в нескольких ареалах Западной Африки.
Несколько таких систем письма получили некоторое распространение:
- нко (c 1949 для языков манден в Гвинее и Мали),
- басса (с 1900-х гг. по наше время),
- ваи (с 1820-х гг. по наше время),
- кпелле (в 1930-е — 1940-е),
- лома (в 1930-е — 1940-е) в Либерии,
- кикакуи (в 1921—1940-е) в Сьерра-Леоне,
- бамум (в 1896—1950-е) в Камеруне.

Все кроме алфавитных нко и басса — слоговые.
Два алфавита использовались для специально созданных языков в местных полухристианских общинах Нигерии:
- обери-окайме (1930-е гг., в ареале ибибио-эфик)
- йоруба (с 1928).

Ещё несколько алфавитов остались достоянием их авторов и иногда близких людей:
- алволоф для языков волоф (Сенегал, 1960—1974 гг.),
- бете (1956, Кот-д’Ивуар),
- две системы для языка фула (1950-60-е гг., Мали).

О ещё трёх системах мало что известно:
- багам (эгап, 1910-е гг., Камерун),
- гола (1960-е гг., Либерия)
- гуро (Кот-д’Ивуар).

В 1920-х гг. был также создан алфавит османья для языка сомали, к 1970-м гг. вытесненный латинским письмом.
Использование греческого письма в Африке всегда ограничивалось греческим языком, как было первоначально и с латинским (во времена Римской империи). С XVIII в. латинское письмо начинает применяться для местных языков.
Таким образом, в начале XXI в. в Африке помимо латинского и арабского письма, продолжают использоваться еще эфиопское, тифинаг, нко, ваи, басса и очень ограниченно коптское.